# Lackenbach
Lackenbach est une commune autrichienne du district d'Oberpullendorf dans le Burgenland.

## Histoire
Historiquement, une importante communauté juive habitait la ville.
Depuis le XVIIIe siècle Lackenbach était l'une des sept municipalités du Prince Esterházy où les Juifs locaux bénéficiaient du pouvoir d'administrer de manière autonome ((en) Siebengemeinden). En 1869 vivaient 770 juifs qui représentaient 62 % de la population. Au XXe siècle, leur nombre a diminué, en 1934 la communauté locale avait 346 membres. Le cimetière juif est préservé et comprend plus de 1700 pierres tombales ((de) Jüdischer Friedhof Lackenbach).

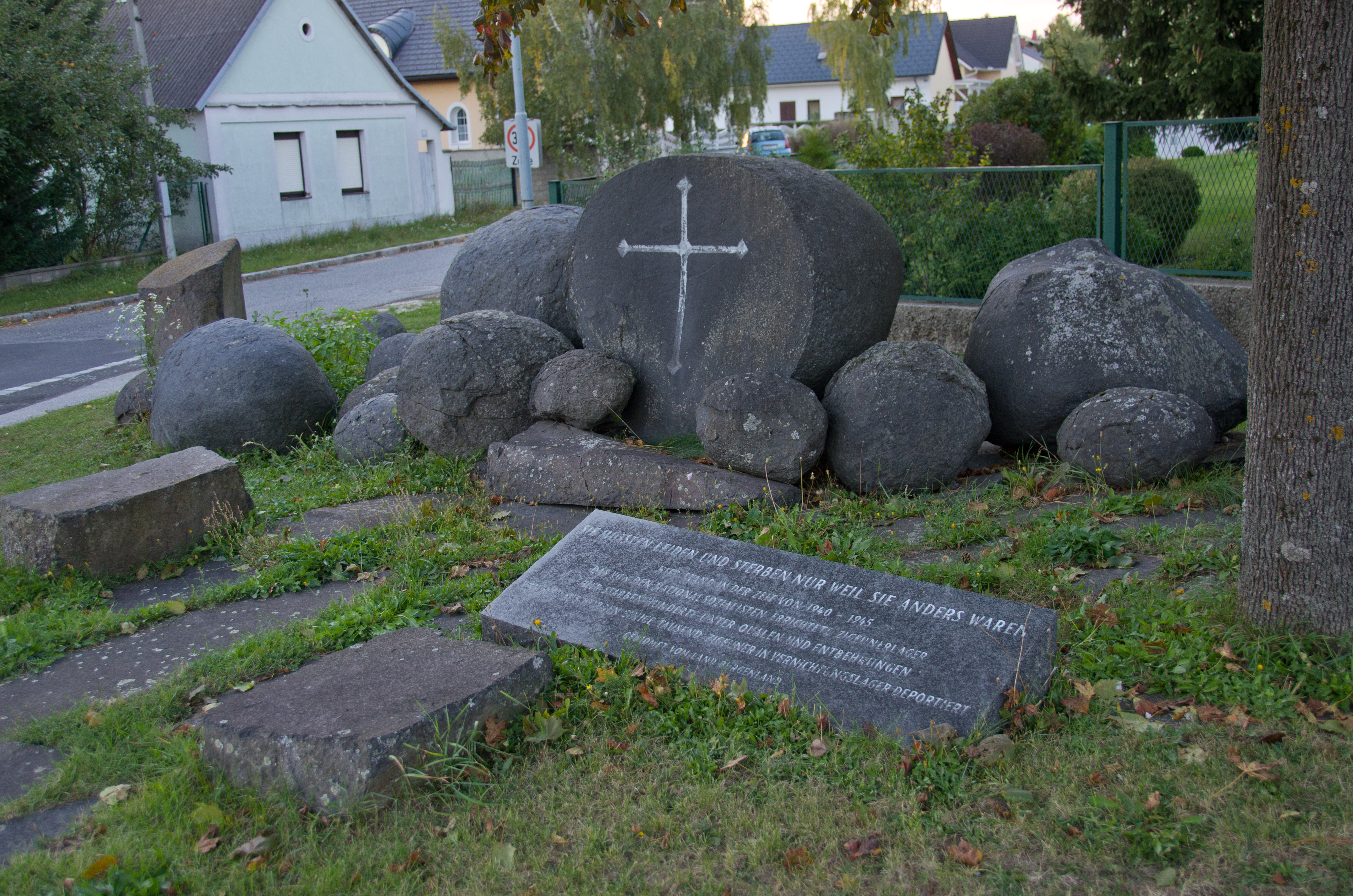
Mémorial du camp de concentration.

En 1940, un camp de concentration est construit dans la ville (Zigeuner-Anhaltelager Lackenbach (de)). On y enferme dans des conditions très difficiles jusqu'à 2300 personnes, principalement des Roms mais aussi des juifs autrichiens en transit. Les prisonniers sont contraints aux travaux forcés. À partir de 1943, des prisonniers sont déportés à Auschwitz-Birkenau où ils sont assassinés. À la fin de mars 1945, les administrateurs du camp fuient devant l'avancée de l'Armée rouge et il n'y eut pas de marches de la mort pour évacuer les prisonniers.